# Lutein
Lutein (von lateinisch luteus (gold)gelb, orangegelb, mit Reseda (luteola) gefärbt) ist ein orangegelbes Xanthophyll und neben β-Carotin und Lycopin das häufigste Carotinoid. Häufig ist es in Produkten für die Augengesundheit zu finden und als E 161b ist es in der EU als Lebensmittelfarbstoff zugelassen.

## Vorkommen
Lutein ist ein in der Natur weit verbreitetes Xanthophyll und wird stets von Zeaxanthin begleitet. Als natürlich gilt ein Verhältnis von 5 Teilen Lutein zu 1 Teil Zeaxanthin.

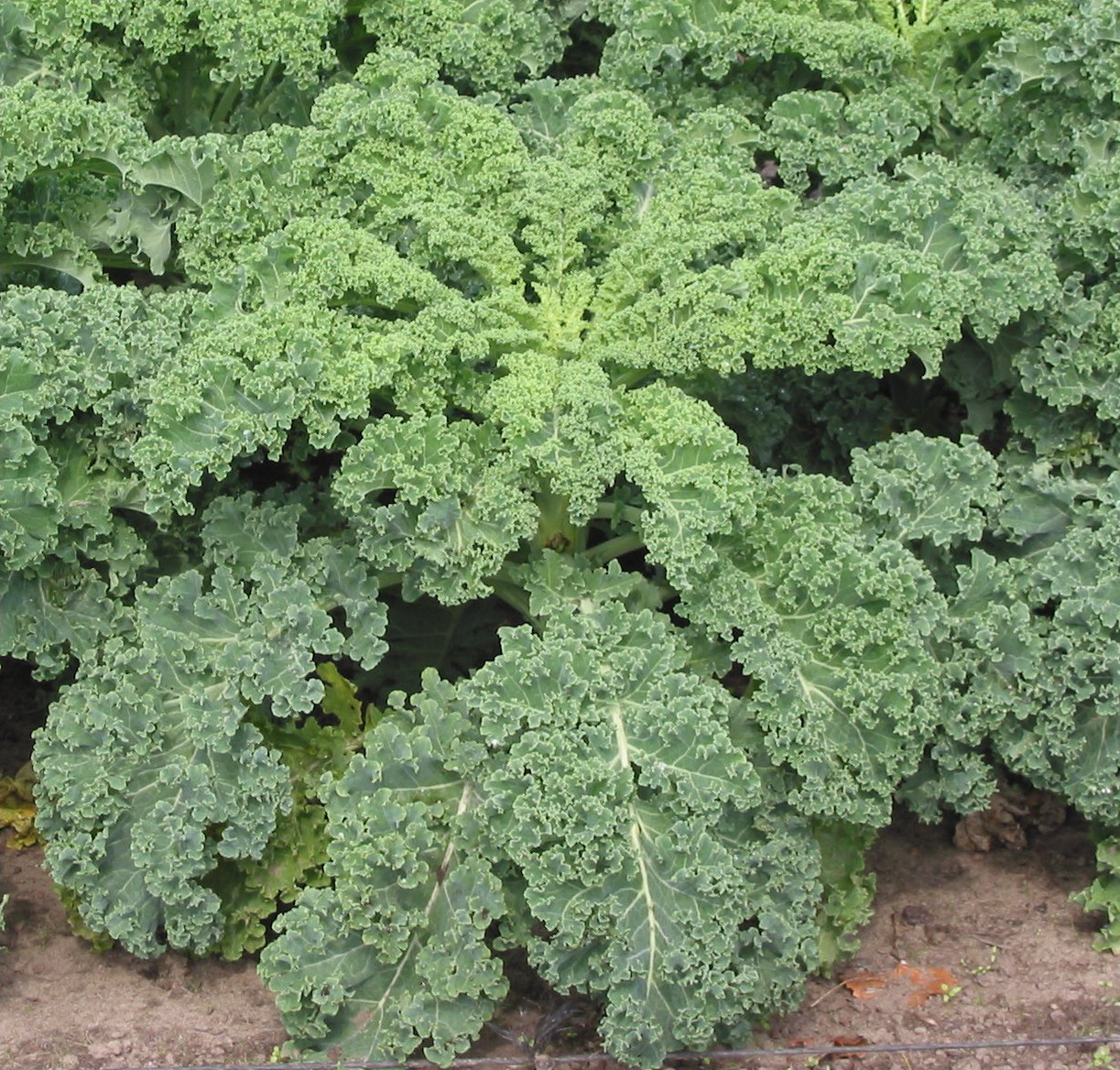
Grünkohl enthält 0,25 ‰ Lutein.

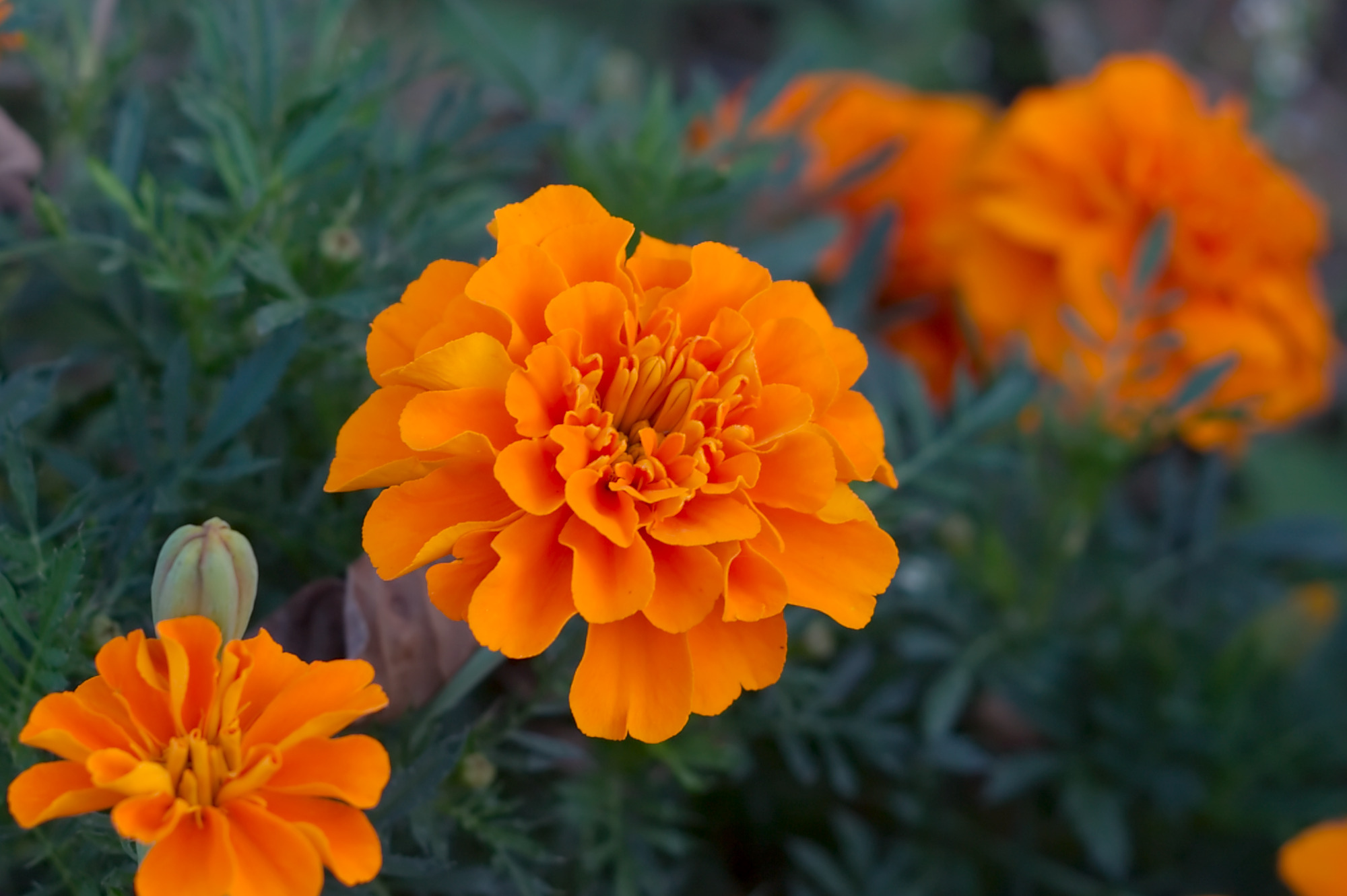
Tagetes-Blütenblätter enthalten bis zu 8,5 ‰ Lutein.

Hohe Gehalte werden in dunklen Blattgemüsen (z. B. Grünkohl bis 0,25 mg/g Frischgewicht, Spinat bis 0,12 mg/g Frischgewicht) gefunden. Tagetes-Blütenblätter weisen Gehalte bis zu 8,5 mg/g Frischgewicht auf und werden zur industriellen Herstellung von Lutein genutzt. In tierischen Organismen tritt Lutein z. B. als gelber Farbstoff im Eidotter auf. In der Macula des Auges kommen Lutein und Zeaxanthin als einzige Carotinoide vor.

## Gewinnung und Darstellung
Die Biosynthese des Luteins erfolgt aus α-Carotin durch Hydroxylierung beider Iononringe durch spezifische Hydroxylasen. Diese Biosynthese wie auch die des α-Carotins erfolgt nur in Pflanzen.
Industriell wird es durch Extraktion luteinhaltiger Pflanzenteile, insbesondere aus Tagetes-Blütenblättern, gewonnen.
In einem ersten Schritt werden aus den Pflanzen Luteinester gewonnen. In dieser Form wird es von einigen Unternehmen angeboten. Um das in der Natur häufiger vorkommende freie Lutein zu erhalten, muss das Produkt weiter aufbereitet werden. Um eine möglichst „natürliche“ Form zu erhalten, werden hierzu die Ester, die das Molekulargewicht eines Luteinester im Vergleich zu einem freien Lutein doppelt so hoch machen, abgespalten. Auch das freie Lutein ist in kommerziellen Produkten verfügbar. Bayer (Leverkusen) vermarktete Adaptinol, ein zur Steigerung der Adaptationsgeschwindgkeit und Dunkelsichtigkeit angewendetes Arzneimittel in Dragéeform, das Helenien, den Dipalmitinsäureester des Luteins enthält.

## Eigenschaften
Lutein bildet orange-gelbe, oxidations- und hitzeempfindliche Kristalle.

## Verwendung

### Tierfutter
Lutein findet als  Futtermittelzusatz insbesondere für Geflügel zur Gelbfärbung von Eidotter Verwendung.

### Lebensmittel / Nahrungsergänzung
In der Form von Kapseln und Tabletten sind Präparate zur diätetischen Behandlung der altersbedingten Makuladegeneration (AMD) und auch Nahrungsergänzungsmittel für die Augengesundheit auf dem Markt.
Als Rohstoff werden hierbei sowohl Luteinester als auch das freie Lutein verwendet. Nicht bei allen im Markt erhältlichen Produkten ist direkt erkennbar, welche Luteinquelle verwendet wird.
Solche Produkte werden von Verbraucherschutzverbänden per se kritisch bewertet, da diese die Auffassung vertreten, dass mit einer ausgewogenen und optimalen Ernährung alle essentiellen und nicht-essentielle Nährstoffe ausreichend aufgenommen werden. Auch wird von diesen Organisationen explizit immer wieder darauf hingewiesen, dass Nahrungsergänzungsmittel nicht zum Heilen von Krankheiten geeignet sind.
Funktionsaussagen für Lebensmittel werden im europäischen Raum durch die Health Claim Regulation geregelt. Seit vielen Jahren besteht hier ein abschließender Regelungsbedarf, da für nahezu alle pflanzlichen Rohstoffe keine abschließende Entscheidung getroffen worden ist. Auch Lutein wurde nicht abschließend bewertet, vielmehr wurde festgestellt, dass Lutein geeignet ist, die Pigmentdichte im Auge zu verbessern, aber die seinerzeit eingereichten Studien nicht ausreichend geeignet sind, eine Auslobung im Hinblick auf die Augengesundheit auf Lebensmitteln zu genehmigen. Seit 2010 wurde von den Herstellern von Lutein kein weiterer Versuch unternommen, mit neuen Studien eine Funktionsaussage für Lutein in Lebensmitteln zu erhalten.
Da Lutein hitzeempfindlich ist, empfiehlt sich der Verzehr von Gemüse und Salat im ungekochten Zustand, damit das in diesen natürlichen Quellen enthaltene Lutein nicht zerstört wird.
Als Lebensmittelfarbstoff (E161b) werden Luteinextrakte für das Färben von Lebensmitteln verwendet.

## Studien
Lutein ist ein Rohstoff mit vielen Humanstudien. Zwischen 1941 und 1945 soll es Gotthilft von Studnitz, unter dem Augenarzt Franz Anton Hamburger (junior), und seinen Assistenten gelungen sein, die normale Nachtsehfähigleit durch Zufuhr von Lutein zu steigern.

### Katarakt (Grauer Star)
Im Jahr 2010 zeigte eine Studie der University of Wisconsin–Madison mit 1800 Teilnehmerinnen, dass mittels der Gabe von Lutein und Vitamin C das Risiko für den Grauen Star bei Frauen gesenkt werden kann.
Zwei Meta-Analysen bestätigen einen Zusammenhang zwischen höheren Verzehrmengen von Lutein beziehungsweise höheren Konzentrationen im Blutserum und einem reduzierten Risiko, einen Katarakt auszubilden.

### Makuladegeneration / AREDS II
Basierend auf den Erkenntnissen vorheriger Studien wurde in den USA von November 1992 bis Januar 1998 vom staatlichen National Eye Institute die „Age-Related Eye Disease Study“ (AREDS) durchgeführt, um zu überprüfen, ob Nahrungsergänzungsmittel das Fortschreiten der Erkrankung (AMD) beeinflussen können. Die Auswertung der Studie ergab Hinweise, dass der Verzehr von Lutein auch noch im hohen Alter der Makuladegeneration vorbeugen und diese abmildern kann. Um diese Erkenntnisse zu prüfen, wurde 2006 die Studie AREDS II eingeleitet, die zusätzlich die Bedeutung von Omega-3-Fettsäuren und Lutein und Zeaxanthin überprüfen sollte. Als Ergebnis der AREDS II-Studie wurde festgehalten, dass Lutein und Zeaxanthin die Wirksamkeit der Formulierung gegenüber Placebo verbesserten. Nachfolgende Meta-Analysen der in diesen Studien gewonnenen Daten zeigen, dass die Carotenoide Lutein und Zeaxanthin die Entwicklung einer frühen AMD-Form zu einer späten AMD-Form verlangsamen konnten. Die positiven Effekte wurden bei der Einnahme von 6–10 mg/pro Tag dokumentiert.
Ein Cochrane-Report von 2017 kam dagegen zu dem Schluss, dass eine Supplementation von Zeaxanthin und Lutein wenig bis gar keinen Einfluss auf das Fortschreiten einer AMD hat.

## Biologische Bedeutung

### Pflanzen
Lutein ist Bestandteil der Lichtsammelkomplexe in Chloroplasten. Dort erhöht es die Energieausbeute und entfaltet eine protektive Wirkung. Es dient des Weiteren als Lockfarbe in Blütenblättern und Früchten.

### Tierwelt
Bei einigen Vogelarten dient Lutein zur Färbung des Gefieders. So nehmen Pirole (Oriolus oriolus), Kernbeißer (Coccothraustes coccothraustes), Goldwaldsänger (Dendroica petechia) und die javanische Buschelster (Cissa thalassina), Lutein mit der Nahrung auf und man findet es in dem Gewebe, aus dem die Feder wachsen.

### Mensch

#### Sehen
Beim Menschen spielt Lutein zusammen mit Zeaxanthin eine essenzielle Rolle beim Sehen. Lutein findet sich konzentriert im gelben Fleck, der Makula.
Das menschliche Auge verfügt mit der Netzhaut über eine Struktur, in der viele Nerven- und Sinneszellen liegen. Von den Sinneszellen gibt es zwei Arten, Stäbchen und Zapfen: Die Stäbchen sind für das Hell-Dunkel-Sehen und das Sehen bei schwachem Licht. Etwa 120 Millionen Stäbchen sind auf der gesamten Netzhaut verteilt. Von den nur etwa 6 Millionen Zapfen hingegen, gibt es drei Arten, die jeweils für rotes, blaues oder grünes Licht empfindlich sind. Sie ermöglichen es Licht im Spektrum von 380 bis 760 Nanometern Wellenlänge zu sehen. Die Zapfen sind in der Makula konzentriert.
Auf die Netzhaut fallendes Licht muss durch die oberflächliche Schicht von Nervenzellen, um die Sehsinneszellen zu erreichen. Die Sehsinneszellen enthalten das meiste Lutein und Zeaxanthin. Man geht davon aus, dass Lutein sowohl antioxidativ wirkt, als auch Licht im energiereichen blauen Spektralbereich absorbiert und so photochemische Schäden verhindert.

#### Kognitive Entwicklung
Neuere Forschung schreibt Lutein und Zeaxanthin eine Bedeutung in der menschlichen Entwicklung zu. Lutein ist besonders im Colostrum, der ersten Muttermilch, in hohen Konzentrationen zu finden, was bereits an der gelblichen Färbung des Colostrum zu erkennen ist. Das Verhältnis zur Konzentration im Blutplasma der Mutter deutet auf eine selektive Konzentration hin. Hintergrund dürfte sein, dass es eine Rolle bei der Funktion der Neuronen und Synapsen spielt. Eine Veröffentlichung aus dem Jahr 2019 stellt einen theoretischen Zusammenhang zwischen der hohen metabolischen Aktivität des Gehirns bei einem gleichzeitig hohen Gehalt an PUFA (Polyunsaturated Fatty Acid/ungesättigten Fettsäuren) her, was wiederum ein hohes oxidatives Risiko mit sich bringt. Die antioxidative Wirkung von Lutein, das die Blut-Hirn-Schranke überwindet, kann demnach die Funktion des Gehirns unterstützen.